# Online Player
『Online Player』（オンラインプレイヤー）は、毎日コミュニケーションズ（現・マイナビ）からかつて発行されていた日本の月刊オンラインゲーム専門雑誌。
2001年10月に創刊し当初は隔月刊、後に月刊化し2002年12月の第14号をもって休刊した。
同じくオンラインゲーム専門誌である『PlayOnline』（アクセラ→デジキューブ）の編集者・ライターの多数が参加していた。